# Eden (Carolina del Nord)
Eden és una població dels Estats Units a l'estat de Carolina del Nord. Segons el cens del 2000 tenia 15.908 habitants.

## Demografia
Segons el cens del 2000, Eden tenia 15.908 habitants, 6.644 habitatges i 4.371 famílies. La densitat de població era de 409,2 habitants per km².
Dels 6.644 habitatges en un 28% hi vivien nens de menys de 18 anys, en un 45% hi vivien parelles casades, en un 16,5% dones solteres, i en un 34,2% no eren unitats familiars. En el 31% dels habitatges hi vivien persones soles el 14,1% de les quals corresponia a persones de 65 anys o més que vivien soles. El nombre mitjà de persones vivint en cada habitatge era de 2,34 i el nombre mitjà de persones que vivien en cada família era de 2,9.
Per edats la població es repartia de la següent manera: un 23,1% tenia menys de 18 anys, un 7,8% entre 18 i 24, un 27,4% entre 25 i 44, un 22,5% de 45 a 60 i un 19,1% 65 anys o més.
L'edat mediana era de 39 anys. Per cada 100 dones de 18 o més anys hi havia 79,4 homes.
La renda mediana per habitatge era de 27.670 $ i la renda mediana per família de 35.259 $. Els homes tenien una renda mediana de 29.443 $ mentre que les dones 21.797 $. La renda per capita de la població era de 15.275 $. Entorn del 13,9% de les famílies i el 17,2% de la població estaven per davall del llindar de pobresa.

## Poblacions més properes
El següent diagrama mostra les poblacions més properes.